# Épuisay
Épuisay ist eine französische Gemeinde mit 790 Einwohnern (Stand: 1. Januar 2022) im Département Loir-et-Cher in der Region Centre-Val de Loire. Sie gehört zum Arrondissement Vendôme und zum Kanton Le Perche. Die Einwohner werden Épuiséens genannt.

## Geographie
Die Gemeinde Épuisay liegt etwa 14 Kilometer nordwestlich des Stadtzentrums von Vendôme und 59 Kilometer ostsüdöstlich von Le Mans.
Nachbargemeinden von Épuisay sind Le Temple im Norden, Danzé im Osten, Azé im Südosten, Mazangé im Süden, Savigny-sur-Braye im Südwesten und Westen sowie Sargé-sur-Braye im Westen und Nordwesten.

## Bevölkerungsentwicklung
| Jahr                       | 1962 | 1968 | 1975 | 1982 | 1990 | 1999 | 2006 | 2013 | 2022 |
| -------------------------- | ---- | ---- | ---- | ---- | ---- | ---- | ---- | ---- | ---- |
| Einwohner                  | 590  | 541  | 492  | 526  | 539  | 532  | 663  | 707  | 790  |
| Quellen: Cassini und INSEE |      |      |      |      |      |      |      |      |      |

## Sehenswürdigkeiten
- Kirche Saint-Étienne aus dem 16. Jahrhundert
- Bollée-Windturbine aus dem Jahr 1911

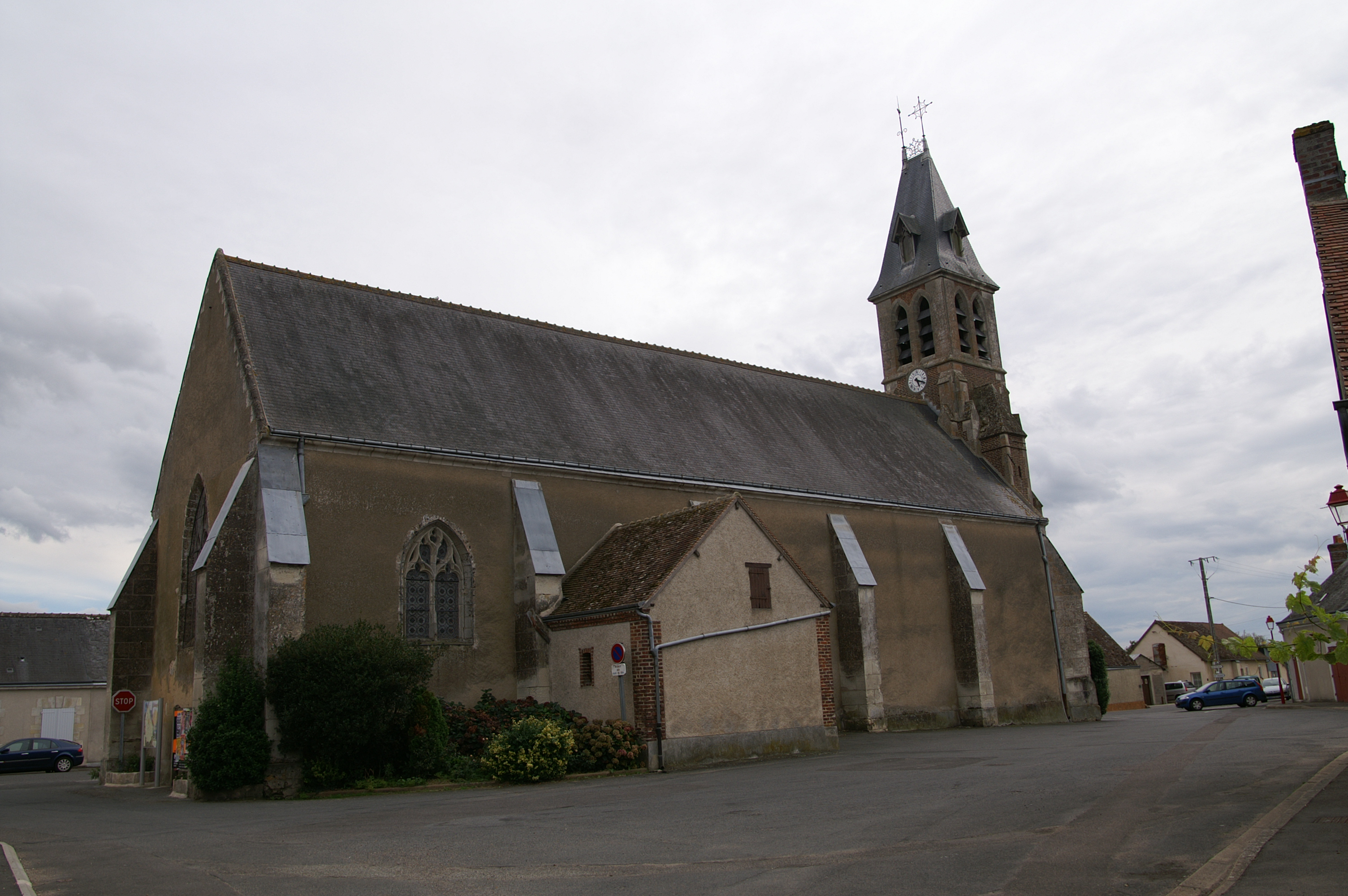
Kirche Saint-Étienne
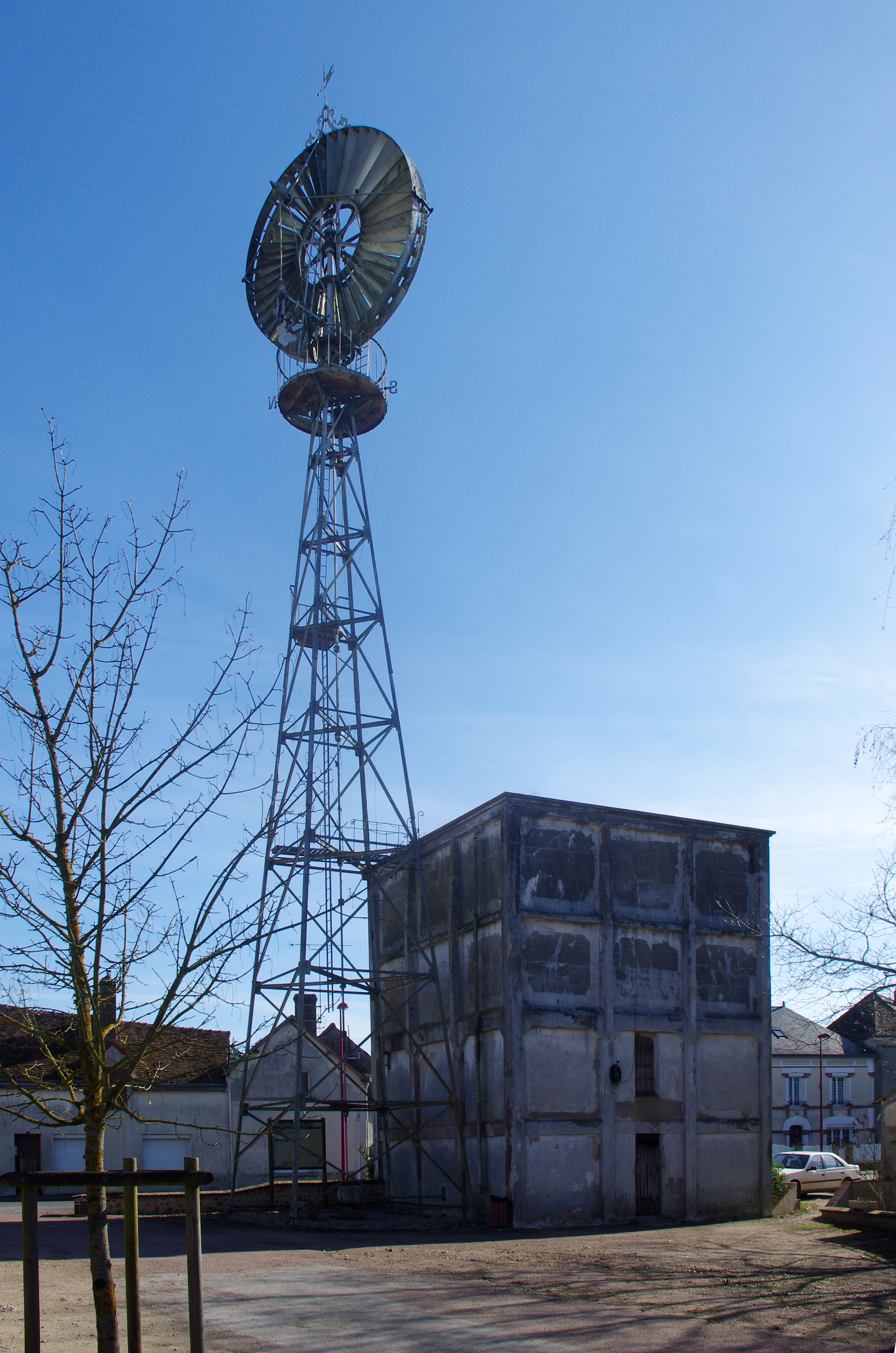
Bollée-Windturbine